# Dondușeni (Dondușeni)
Dondușeni  è un comune della Moldavia situato nel distretto di Dondușeni di 1.695 abitanti al censimento del 2004